# Stazione di Sipicciano
La stazione di Sipicciano è una stazione ferroviaria della linea Viterbo-Attigliano, al servizio dell'omonima frazione del comune di Graffignano. Rispetto all'altra stazione sipiccianese (Sipicciano San Nicola), essa è situata fuori dal paese, nei pressi della frazione di Pisciarello.

## Storia
La stazione fu inaugurata assieme al resto della linea il 16 agosto 1886.
Dal 2000 la gestione dell'intera linea, e con essa quella della stazione di Sipicciano, passò in carico a Rete Ferroviaria Italiana la quale ai fini commerciali classifica l'impianto nella categoria "Bronze".

## Strutture e impianti

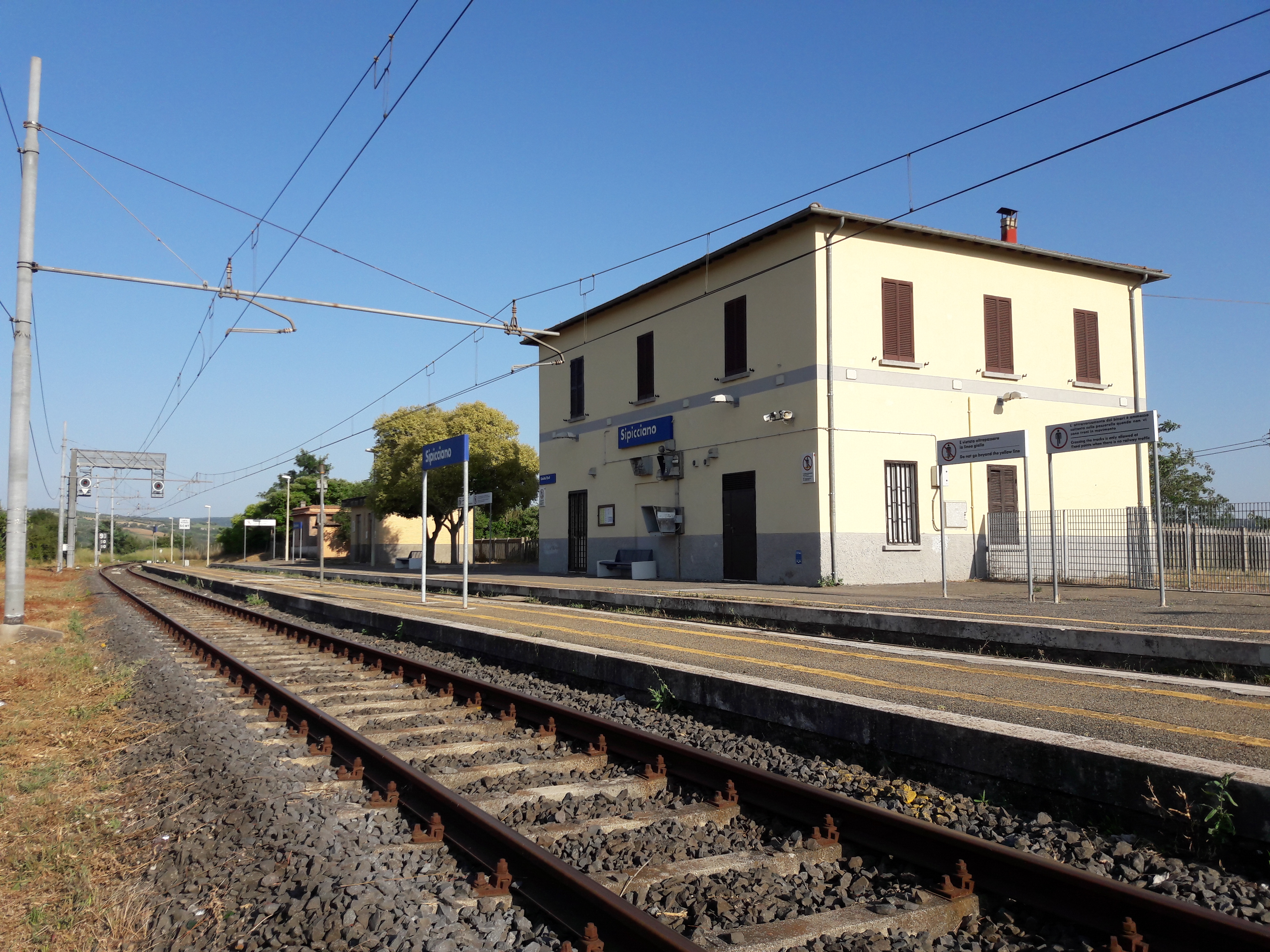
Stazione lato binari

La stazione, posta alla progressiva chilometrica 5+406 fra la fermata di Sipicciano San Nicola e la stazione di Attigliano-Bomarzo, è dotata di due binari passanti, provvisti entrambi di marciapiedi per l'imbarco dei passeggeri. La maggior parte del traffico è svolto sul primo binario di corretto tracciato, mentre il secondo è utilizzato soltanto per incroci o precedenze, con i deviatoi percorribili a 30 km/h. L'impianto è telecomandato a distanza con il sistema CTC, mediante il Dirigente Centrale Operativo con sede a Viterbo Porta Fiorentina.
In direzione Viterbo è posto il binario di scalo per i treni merci, utilizzato soltanto per il ricovero dei mezzi di manutenzione.
Il fabbricato viaggiatori, che si compone su due piani, è interamente chiuso ai passeggeri.

## Movimento
La stazione è servita da treni regionali svolti da Trenitalia nell'ambito del contratto di servizio stipulato con la Regione Lazio.

## Servizi
Nella stazione, che RFI classifica nella categoria "Bronze", sono presenti pannelli d'informazione audio per le informazioni sul traffico. Essa non dispone di servizi.